# Quebrada Juan de Morales
La quebrada Juan de Morales es curso natural de agua que nace en las estribaciones occidentales de la cordillera de los Andes y fluye hacia el oeste en la Región de Tarapacá hasta sumirse en la pampa del Tamarugal. Es uno de los siete ríos que se sumen en la pampa del Tamarugal.

## Trayecto
La quebrada Juan de Morales nace de la confluencia de varias quebradas que drenan la falda poniente del cerro Yarbicoya o Columtucsa (5180 m) y el sector norte y oeste del cordón Altos de Pica. La quebrada tiene un área de 1035 km², de los cuales 434 km² están por sobre la altura de 3000 m s. n. m.
De norte a sur, las quebradas formativas son la quebrada Grande, la Mamiña y la Imagua, con las que se forma la de Juan de Morales. 
La quebrada de Sagasca se forma de la unión de las quebradas de Zavalca, Chunchuja, Macaya, Viscaya, Ventana e Infiernillo.
La quebrada de Tambillo, que viene desde el sur y es la más larga, recibe a la quebrada de Tasma que ha recibido ya a la quebrada de Columtucsa y a la quebrada de Picunticsa.
Las quebradas de Sagasca y Tambillo se juntan en la localidad de Tambillo para juntas desembocar en la quebrada Juan de Morales por la izquierda.

## Caudal y régimen
En 1959, Hans Niemeyer realizó un aforo de la mayoría de las vertientes y cursos de agua del sistema Juan de Morales. Se midieron un total de 67 l/s repartidos en diferentes lugares de entre 1600 m s. n. m. hasta 4200 m s. n. m. Todas estas aguas se consumen en regadío, sino antes en bebida.: 69–71 

## Historia
Luis Risopatrón describe la quebrada y varias de sus afluentes en su Diccionario jeográfico de Chile (1924):: 446 
Juan de Morales (Quebrada de) Es seca, corre hacia el SW i desemboca en el borde E de la pampa del Tamarugal, hácia el W del caserío de Tambillo.
Tacaya (Arroyo de) 20° 08'? 69° 12'? Forma con el de Chula, el de Macaya, de la quebrada de Sagasca. 2. 8, p. 246; 77, p. 95; i quebrada en 96, p. 63; i arroyo Tocaya en 2, 7, p. 228.
Sagasca (Quebrada de) 20° 12' 69° 21' Corre hacia el SW i se junta con la de Tambillo, al salir a la pampa del Tamarugal; ofrece una vertiente que da 5 litros de agua por segundo, con 23° C de temperatura. 134; 156; i 168, p. 51.
Macaya (Quebrada de) 20° 10'? 69° 14'?. Es formada por las de los arroyos Chula i Tacaya, presenta depósitos de yeso i corre hácia el W, en las cercanías de la de Mamiña i de la de Sagasca. 2, 8, p. 246; 77, p. 53; 95, p. 53; 96, p. 63; i 149, I, p. 144.
Imagua (Quebrada de) 20° 06' 69° 15'. Es seca, corre hácia el SW i se junta con la de Mamiña, a corta distancia al SW de la aldea de este nombre. 77, p. 44; 95, p. 53; 134; 149, i, p. 144; i 156.
Hacia el oriente la cuenca de la quebrada limita con la cuenca del salar de Huasco.